# 반데를레이 루솀부르구
반데를레이 루솀부르구 다 시우바(포르투갈어: Vanderlei Luxemburgo da Silva, 1952년 5월 10일 ~ )는 은퇴한 브라질 출신의 축구 선수이자 현 축구 감독이다.
루솀부르구는 축구 선수 생활 은퇴 후에 축구 감독으로서 더 많이 활약했다. 1983년 캄푸 그란지 AC를 시작으로 감독 생활을 해나갔으며, 1990년 당시 약체로 평가되던 CA 브라간치누를 이끌고 캄페오나투 파울리스타에서 우승을 해 주목받기 시작했다. 1994년과 1995년에는 SE 파우메이라스를 이끌고 캄페오나투 파울리스타에서 우승했다. 1995년 그가 팀을 떠났을 때, 팀의 경기력은 현저히 떨어졌고, 1996년 그가 돌아왔을 때 팀은 캄페오나투 파울리스타에서 우승했다. 1998년 FIFA 월드컵 후에는 브라질 축구 국가대표팀을 맡아 2000년 하계 올림픽에 출전했는데, 당시 금메달리스트 카메룬에게 1-2로 져 올림픽 후 감독직에서 내려왔다. 그는 그 경기에서 공격수들과 연락을 할 수 있도록 통신 장치를 써서 논란을 일으켰었다.
2004년 레알 마드리드 CF의 감독을 맡은 후에는 7경기 연속으로 승리해 FC 바르셀로나를 뒤쫓았으나 승점 4점이 부족해 2위를 했다. 다음 시즌인 2005-06 시즌의 중반에 '마법의 사각형'이라 불리는 4-2-2-2 포메이션을 사용한 그의 팀에서 부상자가 속출했고, FC 바르셀로나와의 더비 경기에서 3-0으로 져 2005년 12월 5일 해임당했다.
해임 후 산투스 FC로 돌아갔으며 2006년 캄페오나투 파울리스타에서 우승하고 브라질 세리에 A에서 4위를 기록했다. 2007년 다시 캄페오나투 파울리스타에서 우승했고, 코파 리베르타도레스 2007에서 준결승까지 진출했다. 2008년 다시 SE 파우메이라스로 돌아간 그는 2009년 케이히송을 비난했다가 리그 7경기를 치른 후 해임당했다. 해임당한 후 반년동안 산투스 FC를 감독했다가 아틀레치쿠 미네이루와 감독 계약을 맺었다.